# 多瑙斯特雷達
多瑙斯特雷達是斯洛伐克南部特爾納瓦州的城鎮，面積31.45平方公里，海拔118米，2006年人口23,467，其中七成居民信奉羅馬天主教。
在《特里亚农和约》之前，该城镇隶属于匈牙利，在匈牙利语中被称作多瑙塞尔道黑伊（匈牙利語：Dunaszerdahely）

## 外部連結
- Municipal website

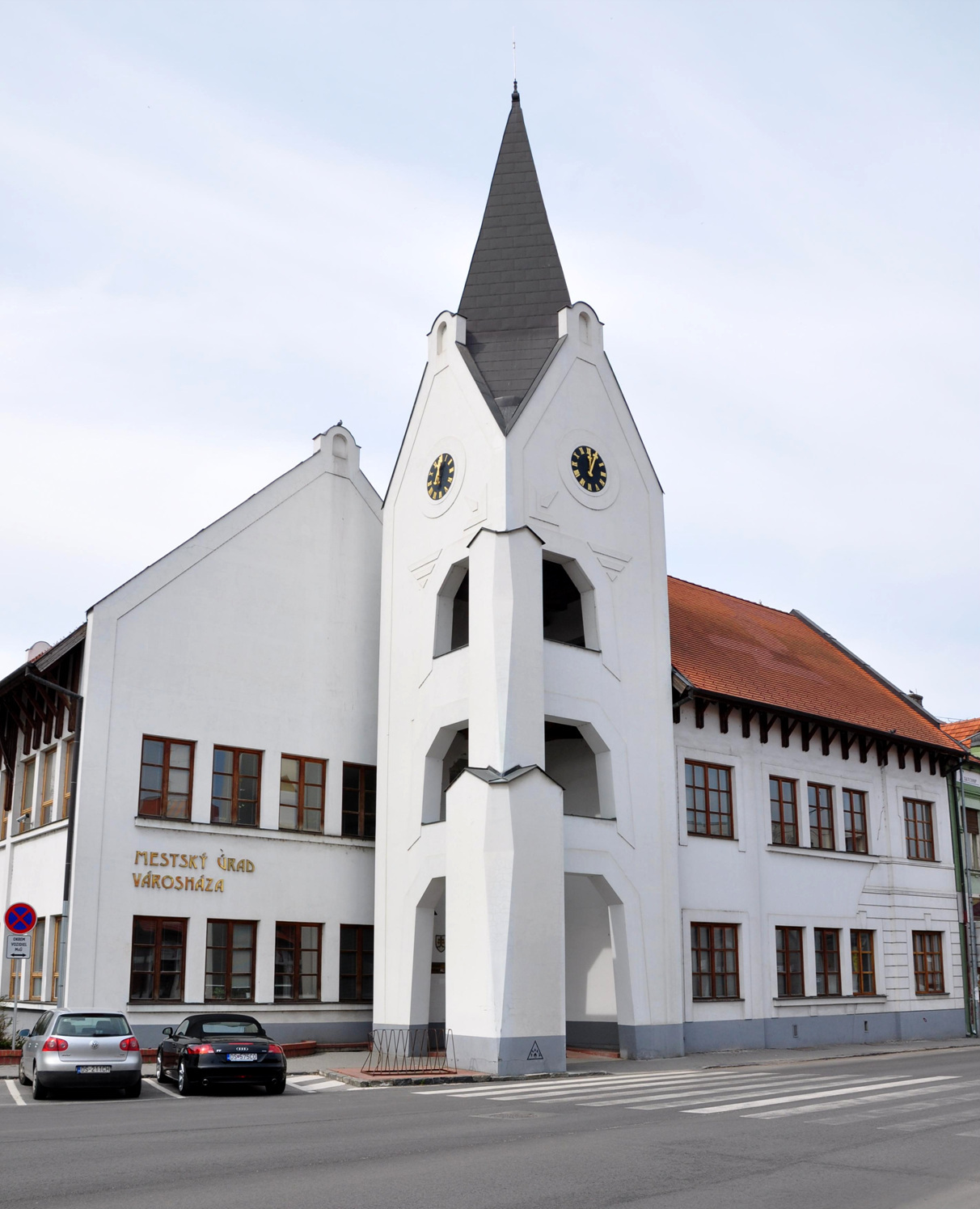

- Dunajská Streda Town Hall official website